# Sommerfeltia spinulosa
Sommerfeltia spinulosa là một loài thực vật có hoa trong họ Cúc. Loài này được (Spreng.) Less. miêu tả khoa học đầu tiên năm 1832.